# Даніель Павлович
Даніель Павлович (босн. Daniel Pavlović, нар. 22 квітня 1988, Роршах) — швейцарський і боснійський футболіст, захисник клубу «Базель» U-21.
Виступав, зокрема, за клуб «Грассгоппер», а також національну збірну Боснії і Герцеговини.
Володар Кубка Швейцарії. 

## Клубна кар'єра
Народився 22 квітня 1988 року в місті Роршах. 
У дорослому футболі дебютував 2007 року виступами за команду «Шаффгаузен», у якій провів два сезони, взявши участь у 44 матчах чемпіонату. 
Протягом 2009—2010 років захищав кольори клубу «Кайзерслаутерн».
Своєю грою за останню команду привернув увагу представників тренерського штабу клубу «Грассгоппер», до складу якого приєднався 2010 року. Відіграв за команду з Цюриха наступні п'ять сезонів своєї ігрової кар'єри. Більшість часу, проведеного у складі «Грассгоппера», був основним гравцем захисту команди.
Згодом з 2015 по 2022 рік грав у складі команд «Фрозіноне», «Сампдорія», «Кротоне», «Перуджа», «Лугано» та «К'яссо».
До складу клубу «Базель» приєднався 2022 року. 

## Виступи за збірні
У 2005 році дебютував у складі юнацької збірної Швейцарії (U-19), загалом на юнацькому рівні взяв участь у 17 іграх, відзначившись одним забитим голом.
Протягом 2007–2011 років залучався до складу молодіжної збірної Швейцарії. На молодіжному рівні зіграв у 16 офіційних матчах, забив 1 гол.
У 2017 році дебютував в офіційних матчах у складі національної збірної Боснії і Герцеговини.
| Дата      | Місто    | Господарі            | Результат | Гості                | Турнір            | Голи | Примітки |
| --------- | -------- | -------------------- | --------- | -------------------- | ----------------- | ---- | -------- |
| 25-3-2017 | Зениця   | Боснія і Герцеговина | 5 – 0     | Гібралтар            | Відбір до ЧС 2018 | -    | 46'      |
| 28-3-2017 | Ельбасан | Албанія              | 1 – 2     | Боснія і Герцеговина | товариський матч  | -    | 78'      |
| Усього    |          | Матчів               | 2         |                      | Голів             | 0    |          |

## Титули і досягнення
- Володар Кубка Швейцарії (1):

«Грассгоппер»: 2012-2013